# 오딘초보

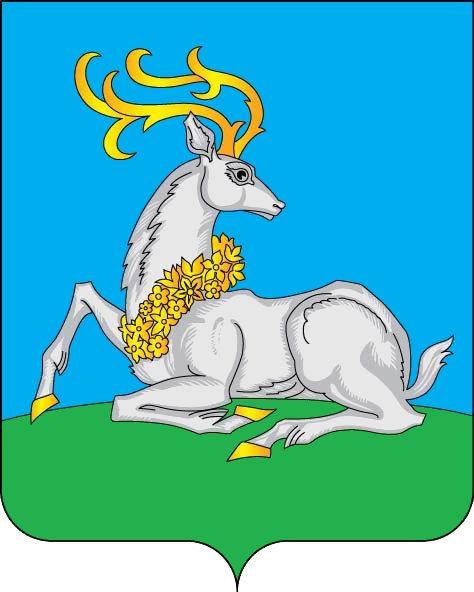
시 문장

오딘초보(러시아어: Одинцо́во)는 러시아 모스크바주에 위치한 도시로, 인구는 134,844명(2002년 기준)이다. 모스크바(러시아의 수도이며 모스크바 주의 주도이기도 함)에서 서쪽으로 24km 정도 떨어진 곳에 위치한다. 1957년 시로 승격되었다. 제1근위전차군의 지휘소가 있다.

## 자매 도시
- 벨라루스 나바폴라츠크
- 우크라이나 베르댠스크
- 우크라이나 케르치
- 러시아 키즐랴르
- 독일 비트문트
- 러시아 아나디리
- 세르비아 크루셰바츠